# Mikheyev–Smirnov–Wolfenstein-effekten
Mikheyev–Smirnov–Wolfenstein-effekten eller kort MSW-effekten  är en process inom partikelfysik, som kan leda till att neutrinooscillationer i materia modifieras (därför ibland även refererad till som materiaeffekten). Arbeten av amerikanske fysikern Lincoln Wolfenstein 1978
och av de sovjetiska fysikerna Stanislav Mikheyev och Alexei Smirnov 1986 ledde till insikter om denna effekt. Senare 1986 lade Stephen Parke på Fermilab fram en första fullständig analytisk behandling av effekten.